# Hopsten

Hopsten est une commune de Rhénanie-du-Nord-Westphalie (Allemagne), située dans l'arrondissement de Steinfurt, dans le district de Münster, dans le Landschaftsverband de Westphalie-Lippe.